# Macaca libyca
Macaca libyca és una espècie extinta de primat de la família dels micos del Vell Món (Cercopithecidae) que visqué a l'Àfrica septentrional durant el Miocè superior. Se n'han trobat restes fòssils al Uadi el Natrun (Egipte) i, possiblement, la formació d'As-Sahabi (Líbia). Era si fa no fa igual de gros que la mona de Gibraltar (M. sylvanus) d'avui en dia, amb la qual també coincideix força morfològicament. Mancava de diversos caràcters distintius dels macacos asiàtics i mediterranis més recents. El nom específic libyca significa ‘líbia’.